# Stangengrün
Stangengrün ist seit 1997 ein Ortsteil der Stadt Kirchberg.

## Geographische Lage und Bebauung
Stangengrün ist der entfernteste Ortsteil von Kirchberg und liegt an der Grenze zum Vogtland. Der Ort liegt auf einer Höhe von 390 bis 530 m über NN im gleichen Seitental des Crinitzer Wassers wie Hirschfeld. Weitere Nachbarorte sind Lengenfeld (Vogtland) (Ortsteile Irfersgrün und Pechtelsgrün), Rodewisch (Ortsteil Röthenbach), Steinberg (Vogtland) (Ortsteil Wildenau) (alle im Vogtlandkreis) und Crinitzberg (Ortsteile Obercrinitz und Lauterhofen (im Landkreis Zwickau)). Der Hauptort Kirchberg ist somit auf einer Straße nur über andere Gemeinden zu erreichen.
Stangengrün verfügt über eine lockere überwiegend straßenbegleitende Bebauung sowie eine kleine Eigenheimsiedlung und einzelne Eigenheim-Neubauten. Es gibt eine Vielzahl an Drei- und Vierseitenhöfen sowie ein- bis zweigeschossigen Einzelhausbebauungen.
Der Ort besitzt überwiegend eine Wohnfunktion, es ist aber eine Struktur aus ortsverträglichen Handwerks- und Dienstleistungsbetrieben sowie landwirtschaftlichen Einrichtungen vorhanden. Zudem befindet sich mit der Ebert & Weichsel GmbH eine traditionelle Bürstenproduktion als größtes Unternehmen des Ortes und eine Kindertagesstätte in Trägerschaft der Stadt Kirchberg in Stangengrün. Die Stangengrüner Mühlenbäckerei AG unterhält im Ort eine Filiale und sichert mit dem Verkauf von Alltagswaren und Lebensmitteln die Nahversorgung.

## Geschichte

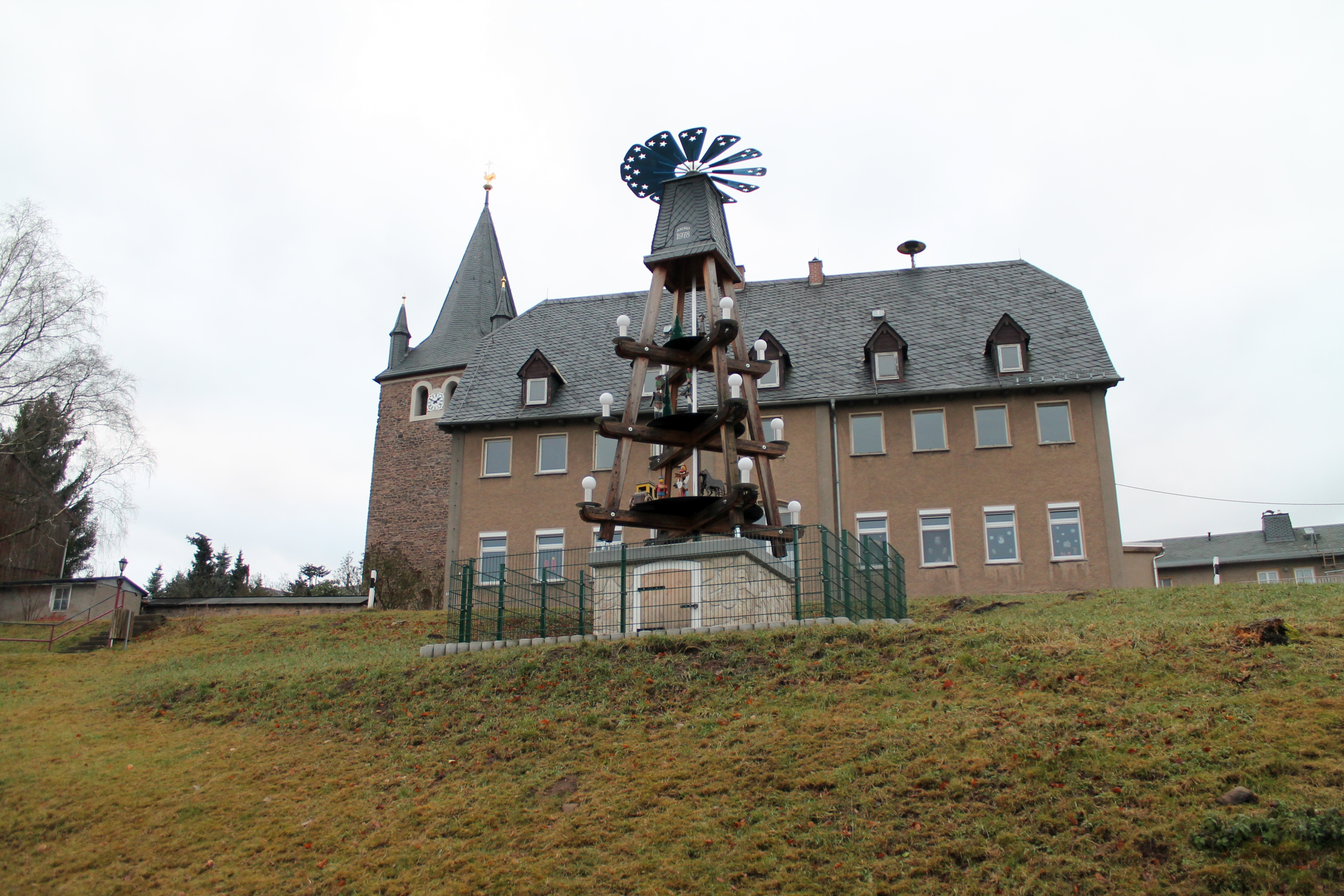
Ortspyramide Stangengrün

Das Waldhufendorf Stangengrün wurde um 1200 von den Herrn der Burg Schönfels gegründet. Die Grundherrschaft hatte damals das im Ort befindliche Rittergut Stangengrün.
Der Ort wurde im 15. Jahrhundert drei Teilen an die Stadt Zwickau verkauft: 1446 verkaufte Conrad von Brandenstein seinen Teil, wobei der Gewinn für geistliche Zwecke bestimmt war. Am 13. Juni 1483 für 950 Gulden folgten die von Reitzensteins auf Tannenberg und behielten sich ein Rückkaufrecht vor. Schließlich verkaufte Conrad von Metzsch zu Netzschkau am 9. November 1485 für 1000 Gulden seinen Teil, zu dem auch das Rittergut gehörte. 1544 fiel das Dorf von der Stadt wieder ab.
Im Unterschied zu dem Hauptort Kirchberg und den anderen Ortsteilen gehörte Stangengrün von 1764 bis 1856 zum Amt Zwickau, danach zum Gerichtsamt Kirchberg und ab 1875 zur Amtshauptmannschaft Zwickau, dessen Nachfolger der Landkreis Zwickau ist. Von Juli bis Dezember 1952 gehörte Stangengrün kurzzeitig zum Kreis Auerbach im Vogtland und wurde dann wieder in den Kreis Zwickau zurückgegliedert.
Am 1. Januar 1997 wurde Stangengrün nach Kirchberg eingemeindet.

## Demografie
Die Einwohnerzahl von Stangengrün beträgt 627. Ausgehend von der Einwohnerzahl im Jahr 1990 beträgt die prozentuale Bevölkerungsentwicklung 98,0 %, während die Bevölkerung der Stadt Kirchberg auf 65,3 % sank.
| Ort                      | Einwohner | Altersstruktur | Altersstruktur | Altersstruktur  | Altersstruktur  | Altersstruktur | Altersstruktur |
| ------------------------ | --------- | -------------- | -------------- | --------------- | --------------- | -------------- | -------------- |
| Ort                      | Einwohner | 0 bis 15 Jahre | 0 bis 15 Jahre | 16 bis 65 Jahre | 16 bis 65 Jahre | über 65 Jahre  | über 65 Jahre  |
| Ort                      | Einwohner | Anzahl         | Prozent        | Anzahl          | Prozent         | Anzahl         | Prozent        |
| Stangengrün              | 627       | 102            | 16,3 %         | 395             | 63,0 %          | 130            | 26,7 %         |
| Kirchberg mit Ortsteilen | 8.551     | 1.054          | 12,3 %         | 5.273           | 61,7 %          | 2.224          | 26,0 %         |

## Dorfleben
In Stangengrün gibt es einen Dorf-, Heimat- und Jugendverein, einen Sportverein, einen Kleintierzüchterverein und einen Feuerwehrverein. Periodisch regelmäßig wiederkehrende Veranstaltungen sind das Feuerwehrfest, das Lindenfest, das Kinderfest, das Pyramidenanschieben und die Geflügelschau.
Im Jahr 2015 nahm Stangengrün am Sächsischen Landeswettbewerb „Unser Dorf hat Zukunft“ teil, belegte dort den 1. Platz und qualifizierte sich für den Bundeswettbewerb. Im Bundeswettbewerb „Unser Dorf hat Zukunft“ 2016 erreichte man die Auszeichnung „Silberdorf“.

## Religionen

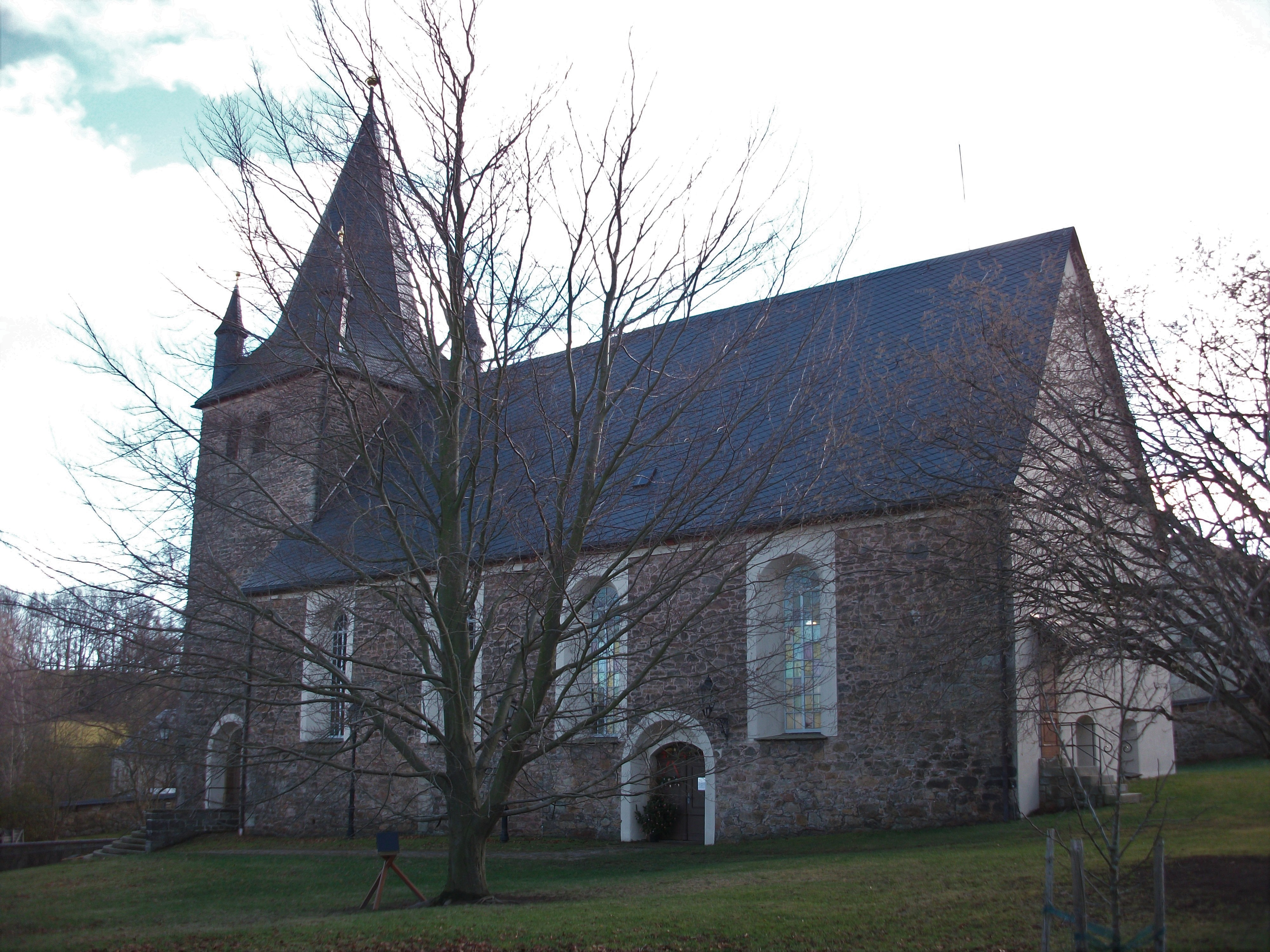
Kirche St. Marien, Stangengrün

Kirchengeschichtlich gibt es in Stangengrün einen Unterschied zu den anderen Kirchberger Ortsteilen. Der Ort gehörte früher zur Parochie Hirschfeld. Heute bildet die Marienkirchgemeinde Stangengrün ein Kirchspiel mit den Nachbargemeinden in Wildenau und Obercrinitz innerhalb der Ephorie Zwickau.

## Sehenswürdigkeiten
In der St. Marienkirche findet sich ein von dem Schnitzer Peter Breuer gefertigter Altar aus dem frühen 16. Jahrhundert. Auf der Empore befindet sich eine kostbare Orgel des Orgelbauers Johann Jacob Schramm (Mülsen St. Niclas) aus den Jahren 1766/69 mit einem Manual und 17 klingenden Registern.